# Shetland (sèrie de televisió)
Shetland és una sèrie de televisió britànica realitzada per ITV Studios i produïda per BBC Scotland i protagonitzada per l'actor Douglas Henshall en el paper del detectiu Inspector Jimmy Perez. La història es desenvolupa en gran part a l'arxipèlag escocès de les illes Shetland, encara que gran part del rodatge es du a terme a la terra ferma escocesa. Està basada en gran manera en la série de novel·les policíaques d'Ann Cleeves iniciada amb Raven Black. S'ha doblat al valencià per a À Punt, que va estrenar la primera temporada el 4 d'abril de 2025.
L'actor Douglas Henshall va guanyar el premi BAFTA Scotland 2016 al millor actor pel seu paper, i la sèrie també va rebre el premi al millor drama de televisió.

## Producció
La primera temporada consta de dos episodis pilot, la qual explica una sola història basada en la novel·la Red Bones d'Ann Cleeves dividida en dues parts. Aquesta es va emetre a la BBC el 10 i 11 de març de 2013. Posteriorment, fou encarregada una segona sèrie de 6 episodis.
La segona temporada conté sis episodis, filmats el 2013 i emesos el 2014. El contingut està dividit en tres parts de dos episodis cadascuna i corresponents a les novel·les Raven Black, Dead Water, i Blue Lightning de la mateixa autora.
La filmació per a una tercera temporada va començar l'abril de 2015. Aquesta sèrie va viure un canvi de format; amb sis episodis que abasten una sola història i escrita exclusivament per a televisió; fou la primera sèrie que no va adaptar cap de les novel·les d'Ann Cleeves.
Una quarta temporada va ser anunciada per la BBC el juliol de 2016. Un cop més, aquesta sèrie mostra una sola història en sis episodis, i de nou escrita exclusivament per a la televisió. Aquesta sèrie va començar a emetre's el 13 de febrer de 2018.
Durant el rodatge de la sèrie, tant el repartiment com l'equip es van ubicar a Glasgow i a altres localitats de la terra ferma d'Escòcia. El rodatge va tenir lloc en zones amb paisatges o edificis que recorden a les Illes Shetland, com són Kilbarchan a Renfrewshire, Barrhead; on Douglas Henshall va néixer i créixer, Ayr i Irvine, North Ayrshire. A les localitzacions del rodatge s'han inclòs a Lerwick, el port principal de les illes Shetland i el ferri NorthLink que el connecta amb el continent.

## Episodis

### Primera temporada
Adaptació del llibre Red Bones d'Ann Cleeves.
| Núm. d'història | Episodi | Títol                   | Director/a | Guionistes | Data d'estrena al Regne Unit | Data d'estrena a À Punt |
| --- | ------- | ----------------------- | ---------- | ---------- | ---------------------------- | ----------------------- |
| 1 | 1       | "Ossos rojos (1a part)" | Peter Hoar | David Kane | 10 de març de 2013           | 4 d'abril de 2025       |
| Mima Wilson, una dona gran resident a les illes apareix assassinada en una excavació arqueològica ubicada en els terrenys de la seva petita granja. L'inspector Jimmy Pérez i el seu equip d'investigadors troben que d'alguna manera l'assassinat està relacionat amb el Shetland bus, sobrenom amb el que era conegut el grup d'operacions especials clandestines que va fer un enllaç permanent entre les Shetland i la Noruega ocupada pels alemanys durant la Segona Guerra Mundial. |         |                         |            |            |                              |                         |
| |         |                         |            |            |                              |                         |
| 2 | 2       | "Ossos rojos (2a part)" | Peter Hoar | David Kane | 11 de març de 2013           | 4 d'abril de 2025       |
| Amb dos assassinats i sense gaires pistes, l'inspector Perez i el seu equip han de descobrir el sospitós abans que Lerwick s'omplin de gent per celebrar l'Up Helly Aa, el festival de foc més gran d'Europa que marca el final de la temporada d'hivern. |         |                         |            |            |                              |                         |

### Segona temporada
La segona temporada adapta els llibres Raven Black, Dead Water, i Blue Lightning de la mateixa autora amb dos episodis per a cadascun d'ells.
| Núm. d'història | Episodi | Títol                     | Director/a       | Guionistes       | Data d'estrena al Regne Unit | Data d'estrena a À Punt |
| --- | ------- | ------------------------- | ---------------- | ---------------- | ---------------------------- | ----------------------- |
| 3 | 1       | "El corb negre (1a part)" | John McKay       | Gaby Chiappe     | 11 de març de 2014           | 25 d'abril de 2025      |
| |         |                           |                  |                  |                              |                         |
| 4 | 2       | "El corb negre (2a part)" | John McKay       | Gaby Chiappe     | 18 de març de 2014           | 25 d'abril de 2025      |
| |         |                           |                  |                  |                              |                         |
| L'inspector Jimmy Perez i el seu equip han d'investigar l'assassinat d'una adolescent, el cos de la qual ha estat trobat en una platja aïllada, i una vegada i una altra sorgeix el nom de Magnus Bain (un veí que viu aïllat de la resta de la comunitat). Però llavors el fiscal procurador crida l'atenció sobre la desaparició sense resoldre d'una nena anomenada Catriona 19 anys abans - un cas que comparteix diverses similituds amb l'actual. |         |                           |                  |                  |                              |                         |
| |         |                           |                  |                  |                              |                         |
| 5 | 3       | "Aigua morta (1a part)"   | David Moore      | David Kane       | 25 de març de 2014           | 16 de maig de 2025      |
| |         |                           |                  |                  |                              |                         |
| 6 | 4       | "Aigua morta (2a part)"   | David Moore      | David Kane       | 1 d'abril de 2014            | 16 de maig de 2025      |
| |         |                           |                  |                  |                              |                         |
| El periodista Jerry Markham, un vell amic del l'inspector Jimmy Perez, mor en un sospitós accident de cotxe a les illes. Les primeres sospites cauen sobre l'empresa que vol construir un nou gasoducte i necessita comprar les terres on està instal·lada una vella piscifactoria. El segon assassinat que es produeix fa girar les sospites cap a una altra banda, sobretot quan la parella d'en Jerry es presenta a les illes.                       |         |                           |                  |                  |                              |                         |
| |         |                           |                  |                  |                              |                         |
| 7 | 5       | "Llamp blau (1a part)"    | Stewart Svaasand | Richard Davidson | 8 d'abril de 2014            | 9 de maig de 2025       |
| |         |                           |                  |                  |                              |                         |
| 8 | 6       | "Llamp blau (2a part)"    | Stewart Svaasand | Richard Davidson | 15 d'abril de 2014           | 9 de maig de 2025       |
| |         |                           |                  |                  |                              |                         |
| Aquest cop el detectiu Jimmy Perez s'ha de desplaçar a la seva illa natal, l'illa de Fair, on s'ha produït l'assassinat d'una investigadora en ornitologia. L'inspector i la detectiu Tosh hauran d'enfrontar-se sols a les tensions que ha provocat l'assassinat a la petita comunitat mentre una tempesta els manté aïllats de l'illa principal. |         |                           |                  |                  |                              |                         |

### Tercera temporada
| Núm. d'història | Episodi | Títol       | Director/a          | Guionistes                      | Data d'estrena al Regne Unit | Data d'estrena a À Punt |
| --- | ------- | ----------- | ------------------- | ------------------------------- | ---------------------------- | ----------------------- |
| 9 | 1       | "Episodi 1" | Thaddeus O'Sullivan | Gaby Chiappe                    | 15 de gener de 2016          | 23 de maig de 2025      |
| |         |             |                     |                                 |                              |                         |
| 10 | 2       | "Episodi 2" | Thaddeus O'Sullivan | Robert Murphy                   | 22 de gener de 2016          | 23 de maig de 2025      |
| |         |             |                     |                                 |                              |                         |
| 11 | 3       | "Episodi 3" | Thaddeus O'Sullivan | Robert Murphy                   | 5 de febrer de 2016          | -                       |
| |         |             |                     |                                 |                              |                         |
| 12 | 4       | "Episodi 4" | Jan Matthys         | Gaby Chiappe i Alexander Perrin | 12 de febrer de 2016         | -                       |
| |         |             |                     |                                 |                              |                         |
| 13 | 5       | "Episodi 5" | Jan Matthys         | Gaby Chiappe                    | 19 de febrer de 2016         | -                       |
| |         |             |                     |                                 |                              |                         |
| 14 | 6       | "Episodi 6" | Jan Matthys         | David Kane                      | 4 de març de 2016            | -                       |
| |         |             |                     |                                 |                              |                         |
| La desaparició d'un noi jove al ferry que ve del continent i la intoxicació d'un nen petit per droga semblen connectades i apunten cap a un famós gàngster de Glasgow. A mesura que el cas avança tots els agents implicats estan en perill, sobretot la detectiu Tosh quan desapareix abans d'agafar un vol de tornada a les illes. Les dificultats davant la burocràcia del sistema judicial fan entrebancar la investigació, fent-li donar tombs sense saber que la responsable és més a prop del que sembla. |         |             |                     |                                 |                              |                         |

### Quarta temporada
| Núm. d'història | Episodi | Títol       | Director/a      | Guionistes      | Data d'estrena al Regne Unit |  |
| --- | ------- | ----------- | --------------- | --------------- | ---------------------------- |  |
| 15 | 1       | "Episode 1" | Lee Haven Jones | David Kane      | 13 de febrer de 2018         |  |
| |         |             |                 |                 |                              |  |
| 16 | 2       | "Episode 2" | Lee Haven Jones | Louise Ironside | 20 de febrer de 2018         |  |
| |         |             |                 |                 |                              |  |
| 17 | 3       | "Episode 3" | Lee Haven Jones | Paul Logue      | 28 de febrer de 2018         |  |
| |         |             |                 |                 |                              |  |
| 18 | 4       | "Episode 4" | Rebecca Gatward | David Kane      | 6 de març de 2018            |  |
| |         |             |                 |                 |                              |  |
| 19 | 5       | "Episode 5" | Rebecca Gatward | David Kane      | 13 de març de 2018           |  |
| |         |             |                 |                 |                              |  |
| 20 | 6       | "Episode 6" | Rebecca Gatward | David Kane      | 20 de març de 2018           |  |
| |         |             |                 |                 |                              |  |
| L'inspector Jimmy Perez i el seu equip es veuen obligats a reobrir l'assassinat de la Lizzie Kilmuir ocorregut 23 anys endarrere quan, Thomas Malone, l'assassí condemnat, surt en llibertat de la presó per dubtes en les proves. Al cap de pocs dies del retorn de Malone a les Shetland es descobreix a la periodista local, Sally McColl, estrangulada en circumstàncies molt semblants a les de fa 23 anys. Es dona el cas que el pare de la Sally és, ni més ni menys, l'exoficial de policia que el va investigar i envià a la presó el Thomas Malone. Però alhora tot es fa més complicat quan apareixen restes d'ADN de fa 23 anys o la investigació de la Sally sobre Forst Energy, una empresa noruega amb interessos a la zona. |         |             |                 |                 |                              |  |

## Repartiment
Principal

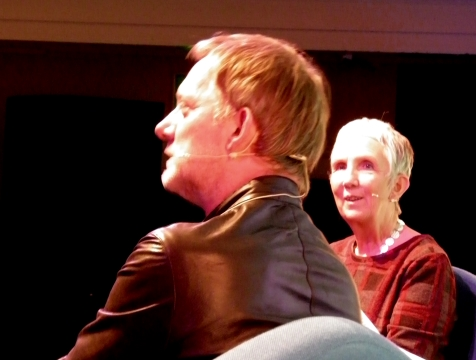
Douglas Henshall (Jimmy Perez) i Ann Cleeves (autora) al Bloody Scotland International Crime Writing Festival, 2017.

- Douglas Henshall com Jimmy Perez, detectiu inspector de Lerwick.
- Steven Robertson com Sandy Wilson, detectiu de Lerwick.
- Alison O'Donnell com Alison "Tosh" MacIntosh, detectiu de Lerwick.
- Stewart Porter com Sgt Billy McBride, sargent de policia.
- Erin Armstrong com Cassie Perez, filla del detectiu inspector Jimmy Perez
- Mark Bonnar com  Duncan Hunter, pare biològia de la Cassie.

A la primera temporada
- Sandra Voe com Mima Wilson
- Claire Rafferty com Anna Haldane
- Jim Sturgeon com Ronald Haldane
- Gemma Chan com Hattie James
- Lindy Whiteford com Jackie Haldane
- James Greene com Andrew Haldane
- Martin Wenner com a Professor Paul Berglund
- Alexander Morton com Joseph Wilson

A la segona temporada
- Kari Corbett com Evie Watt
- Brian Cox com Magnus Bain
- Alex Norton com Cameron Watt
- Nina Sosanya com Willow Reeves
- Sophia Carr-Gomm com Catherine Ross
- Marnie Baxter com Jenny Belshaw
- Iain Robertson com Jerry Markham
- Anne Kidd com Cora McLean
- Bill Paterson com James Perez
- John Lynch com Frank Blake
- Leigh Biagi com Anna Blake
- Anthony Howell com Peter Latimer
- David Ireland com Finlay Caulfield
- Julie Hale com Tessa Warren
- Keith Ramsey com Joe Blake

A la tercera temporada
- Ciarán Hinds com Michael Maguire
- Saskia Reeves com Freya Galdie
- Sara Vickers com Leanne Randall
- Andrew Rothney com Robbie Morton
- Archie Panjabi com Asha Israni
- Anna Chancellor com Phyllis Brennan
- James Cosmo com Arthur MacCall
- Jamie Michie com Lowrie
- Jack Greenlees com Craig Cooper
- Kate Donnelly com Grace
- Mark Cox com Tommy Monro
- Struan Rodger com Alec
- Ace Bhatti com Calvin Sarwar

A la quarta temporada
- Stephen Walters com Thomas Malone, acusat de l'assassinat de la Lizzie Kilmuir.
- Neve McIntosh com Kate Kilmuir, germana bessona de la Lizzie Kilmuir.
- Sean McGinley com Drew McColl, exagent de policia que va portar l'assassinat de la Lizzie Kilmuir.
- Amy Lennox com Sally McColl, filla de Drew McColl i assassinada en les mateixes circumstàncies que la Lizzie Kilmuir.
- Fiona Bell com Donna Killick
- Sophie Stone com Jo Halley
- Gerard Miller com Allan Killick
- Allison McKenzie com Gail Callahan
- Julia Brown com Molly Kilmuir, filla de la Kate Kilmuir.
- Arnmundur Ernst Björnsson com DS Lars Bleymann de la policia de Bergen.
- Carolin Stoltz com DI Anke Strom de la policia de Bergen.
- Eleanor Matsuura com DI Jessie Cole
- Joi Johannsson com Andreas Hagan, empleat de Forst Energy.
- Hannah Donaldson com Meg Hamilton
- Michael Moreland com Benny Ray

## Premis
| Any  | Premi                                     | Categoria                                 | Nominat           | Resultat  | Ref.   |
| ---- | ----------------------------------------- | ----------------------------------------- | ----------------- | --------- | ------ |
| 2013 | Royal Television Society                  | Millor Música - Títol original            | John Lunn         | Nominat   | [ 14 ] |
| 2014 | BAFTA Scotland                            | Millor actor - Televisió                  | Douglas Henshall  | Nominat   | [ 15 ] |
| 2015 | BAFTA Scotland                            | Millor drama - Televisió                  | Shetland          | Nominat   | [ 16 ] |
| 2016 | Societat Britànica de Cinematògrafs (BSC) | Premi Operadors GBTC - Drama de televisió | Rodrigo Gutierrez | Nominat   | [ 17 ] |
| 2016 | BAFTA Scotland                            | Millor drama - Televisió                  | Shetland          | Guanyador | [ 18 ] |
| 2016 | BAFTA Scotland                            | Millor actor - Televisió                  | Douglas Henshall  | Guanyador | [ 19 ] |
| 2016 | BAFTA Scotland                            | Millor direcció - Film/Televisió          | Jan Matthys       | Nominat   | [ 20 ] |
| 2016 | BAFTA Scotland                            | Millor guió - Film/Televisió              | Gaby Chiappe      | Nominat   | [ 20 ] |